# Zohre
Zohre (perz. زهره, dosl. Venera; ranije Hendidžan) je rijeka u jugozapadnom Iranu. Izvor se nalazi podno planine Kuh-e Sar-Tave u Farsu, na približno 2450 m visine. Tok se proteže u smjeru istok-zapad duljinom od 490 km i središnjim dijelom čini prirodnu granicu između pokrajine Kuhgiluje i Bojer-Ahmad na sjeveru odnosno Bušeherske pokrajine i Farsa na jugu. Najveća naselja uz Zohre su huzestanski gradovi Sardašt i Hendidžan. Na rijeku se nadovezuje niz manjih pritoka među kojima su najveći Lirab i Fahlijan. Ušće s prosječnim istjekom od 86 m³/s nalazi se na sjeveru Perzijskog zaljeva. Morske mijene osciliraju do 2,7 m odnosno 17 km uzvodno od ušća, a bočate vode stanište su školjkama (Laevicardium i Trachycardium), pticama i desetcima vrsta riba.

## Poveznice
- Popis iranskih rijeka

## Vanjske poveznice
|  | Zajednički poslužitelj ima još gradiva o temi Zohre |